# John DeFrancis
John DeFrancis (* 31. August 1911; † 2. Januar 2009 in Hawaiʻi) war ein US-amerikanischer zeitgenössischer Sinologe. 

## Leben
Er war zuletzt emeritierter Professor für Chinesische Sprache und Wissenschaftler an der University of Hawaii, Vereinigte Staaten. Er ist der Verfasser einer Anzahl auf neuen (in den 1960er und 1970er Jahren) didaktischen Konzepten beruhender Chinesisch-Lehrwerke. Seine Readers und Supplementary Readers zu den Lehrbüchern sind besonders angesehen. 
Seine bedeutendsten Werke sind sein Buch The Chinese Language: Fact and Fantasy (1986), worin er viele, bis in linguistische Fachkreise aufgerückte falsche Vorstellungen über die chinesische Sprache und Schrift offenlegt, und sein Buch Visible Speech (1989), worin er in der Nachfolge des Keilschriftexperten Ignace J. Gelb (A Study of Writing, dt. unter dem Titel: Von der Keilschrift zum Alphabet: Grundlagen einer Schriftwissenschaft, Stg. 1958) und anderen berühmten Vorgängern die wichtigsten Schriftsysteme abhandelt, den Beziehungen zwischen Sprache und Schrift nachgeht, und gleichzeitig mit den üblichen falschen Vorstellungen über Sprache und Schrift aufräumt, diesmal aus der Perspektive eines Sinologen.
Er war Herausgeber der „ABC“-Reihe von Chinesisch-Englisch-Wörterbüchern. Zu einer früheren Zeit seiner Karriere war er Mitherausgeber des Journal of the American Oriental Society (1950–1955) und auch Mitherausgeber des Journal of the Chinese Language Teachers Association (1966–1978).

## Werke
Bände von John DeFrancis in der Yale Language Series:
- ABC Chinese-English Dictionary (1996)
- Advanced Chinese
- Advanced Chinese Reader
- Annotated Quotations from Chairman Mao
- Beginning Chinese
- Beginning Chinese Reader (Parts I and II)
- Character Text for Advanced Chinese
- Character Text for Beginning Chinese
- Character Text for Intermediate Chinese
- Intermediate Chinese
- Intermediate Chinese Reader (Parts I and II)

Bücher und Monografien:
- Bibliography on Chinese Social History, by E-tu Zen and John DeFrancis (Far Eastern Publications, 1952)
- Chinese Agent in Mongolia, translated from the Chinese of Ma Ho-t'ien (Johns Hopkins Press, 1949)
- Chinese-English Glossary of the Mathematical Sciences (American Mathematical Society, 1964)
- Chinese Social History, by E-tu Zen and John DeFrancis (American Council of Learned Societies, 1956)
- Colonialism and Language Policy in Vietnam (Mouton, 1977)
- Comprehensive ABC Chinese-English Dictionary (2003) (das derzeit umfangreichst und beste chinesisch-englische Wörterbuch)
- In the Footsteps of Genghis Khan (University of Hawaii Press, 1993)
- Nationalism and Language Reform in China (Princeton University Press, 1950)

auch online
- Report of the Second Round Table Meeting on Linguistics, Language Teaching Monograph Series on Languages and Linguistics, No. 1 (Georgetown University press, 1951)
- Talks on Chinese History (with Elizabeth Jen Young) (Far Eastern Publications, 1952)
- The Chinese Language: Fact and Fantasy (University of Hawaii Press, 1984)
  - Deutsche Übersetzung von Stephan Puhl: Die chinesische Sprache. Fakten und Mythen. 2011
- The Prospects for Chinese writing reform, Sino-Platonic papers #171, June 2006 (PDF)
- Things Japanese in Hawaii (University Press of Hawaii, 1973)
- Visible Speech: The Diverse Oneness of Writing Systems (University of Hawaii Press, 1989)

Wörterbücher
Als Herausgeber der Supplementary Readers for Intermediate Chinese Reader series (Far Eastern Publications, Yale University, 1976):
- Volume I: The White Haired Girl by Chi-Yu Ho
- Volume II: The Red Detachment of Women by Chi-Yu Ho
- Volume III: Episodes From the Dream of the Red Chamber by Louise H. Li
- Volume IV: Sun Yat-sen by Yung Teng Chia-Yee
- Volume V: Wu Sung Kills a Tiger by Yung Teng Chia-Yee

## Publikationen über John DeFrancis
- Schriftfestschrift: Essays on Writing and Language in Honor of John DeFrancis on His Eightieth Birthday, Sino-Platonic Papers #27, August 1991, edited by Victor H. Mair (PDF)